# Emil Bobu

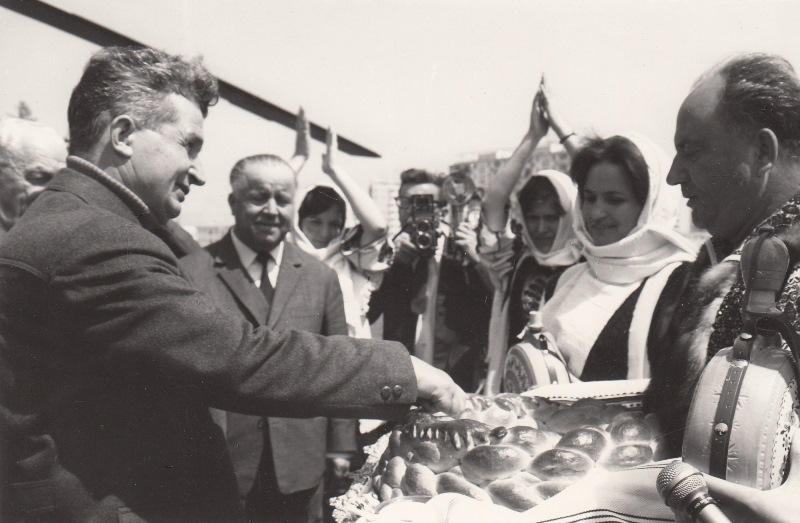
Nicolae Ceaușescu în vizită de lucru la Suceava. În dreapta sa este prim-secretarul Emil Bobu (1970)

Emil Bobu (n. 22 februarie 1927, Vârfu Câmpului, România – d. 12 iulie 2014, București, România) a fost un demnitar comunist român.

## Biografie
Emil Bobu provine dintr-o familie modestă de țărani; după școala elementară, a fost strungar. În noiembrie 1945 a devenit membru PCR. A fost procuror, membru al CC al PMR, secretar al CC al PCR, președinte al Sfatului Popular Regional Suceava, ministru de interne. Emil Bobu a fost deputat în Marea Adunare Națională în 1961.
În anul 1972 a fost numit consilier al lui Nicolae Ceaușescu iar în perioada 1973-1975 a fost Ministru de Interne.
După 1989 a fost condamnat la închisoare pe viață pentru „participare la genocidul națiunii române” (conform Raportului Comisiei Tismăneanu). Pedeapsa i-a fost comutată în aprilie 1990 de Curtea Supremă de Justiție la 10 ani de detenție, în urma schimbării încadrării la „complicitate la omor deosebit de grav și complicitate la tentativă de omor deosebit de grav”. A efectuat șapte ani de detenție (conform AGERPRES) - trei ani de detenție conform cererii sale de eliberare condiționată acceptată de Tribunalul Militar la 18 iunie 1993 (Mediafax, Romania Liberă, Adevărul, Știrile ProTV, TVR, digi24, etc) după care a fost eliberat condiționat pentru motive medicale. După eliberarea din închisoare, a dus o viață retrasă, fără apariții publice.
La 12 iulie 2014 a încetat din viață la Spitalul Universitar de Urgență București, în urma unui atac cerebral.
A fost căsătorit cu Maria Bobu, fost ministru de justiție.

## Distincții
- Ordinul „Steaua Republicii Populare Romîne” clasa a V-a (12 august 1959) „pentru merite deosebite în opera de construire a socialismului”[8]
- Medalia „40 de ani de la înființarea Partidului Comunist din Romînia” (6 mai 1961) „pentru merite în activitatea de partid și întărirea regimului democrat-popular”[9]
- Ordinul Muncii clasa I (4 aprilie 1962) „pentru merite deosebite în munca de colectivizare a agriculturii și întărirea economico-organizatorică a gospodăriilor agricole colective”[10]
- Ordinul „23 August” clasa a III-a (18 august 1964) „pentru merite deosebite în opera de construire a socialismului, cu prilejul celei de a XX-a aniversări a eliberării patriei”[11]
- Ordinul „Tudor Vladimirescu” clasa a III-a (30 aprilie 1966) „cu prilejul celei de-a 45-a aniversări de la înființarea Partidului Partidului Comunist din România, pentru merite deosebite în opera de construire a socialismului”[12]
- Ordinul „Steaua Republicii Socialiste România” clasa a II-a (4 mai 1971) „cu prilejul aniversării a 50 de ani de la constituirea Partidului Comunist Român, [...] pentru merite deosebite în opera de construire a socialismului”[13]
- titlul de Erou al Muncii Socialiste (7 mai 1981) „pentru rezultatele obținute în îndeplinirea cincinalului 1976–1980, pentru contribuția deosebită adusă la înfăptuirea politicii Partidului Comunist Român de făurire a societății socialiste multilateral dezvoltate în patria noastră, cu prilejul aniversării a 60 de ani de la făurirea Partidului Comunist Român”[14]
- Medalia comemorativă „A 40-a aniversare a revoluției de eliberare socială și națională, antifascistă și antiimperialistă” (20 august 1984) „pentru contribuția deosebită adusă la înfăptuirea politicii Partidului Comunist Român de făurire a societății socialiste multilateral dezvoltate în patria noastră, cu prilejul celei de-a 40-a aniversări a revoluției de eliberare socială și națională, antifascistă și antiimperialistă”[15]
- Ordinul „Steaua Republicii Socialiste România” clasa I (23 februarie 1987) „pentru contribuția adusă la înfăptuirea politicii partidului și statului de făurire a societății socialiste multilateral dezvoltate în patria noastră, cu prilejul împlinirii vîrstei de 60 de ani”[16]
- Medalia jubiliară „25 de ani de la încheierea cooperativizării agriculturii în Republica Socialistă România” (15 iunie 1987) „pentru contribuția deosebită adusă la înfăptuirea cooperativizării agriculturii și la realizarea obiectivelor noii revoluții agrare, cu prilejul aniversării a 25 de ani de la încheierea cooperativizării agriculturii în Republica Socialistă România”[17]